# Petre Partal
Petre Partal (n. 21 septembrie 1952, Buzău, România – d. 12 noiembrie 2012, București, România) a fost un politician și economist român, deputat român în legislatura 1990-1992, ales în județul Buzău pe listele partidului FSN, precum și în legislaturile 1992-1996 și 1996-2000, ales de fiecare dată în același județ pe listele PD. De asemenea, a fost primar al Buzăului imediat după revoluția din 1989, între ianuarie și iunie 1990.

## Controverse
În anul 1999, Parchetul General a solicitat ridicarea imunității parlamentare a deputatului PD Petre Partal, pentru care s-a solicitat ridicarea imunității în două dosare pentru o pagubă de peste 48 miliarde de lei vechi, precum și pentru trafic de influență, ambele fapte fiind comise în perioada 1993 - 1995, pe vremea când era director la Sucursala Sectorului 2 a Credit Bank.
Cei mai mari debitori erau două firme ale soției lui Partal, precum și o firmă la care însuși Partal era acționar.